# Август Людвиг (князь Ангальт-Кётена)
Август Людвиг Ангальт-Кётенский (нем. August Ludwig von Anhalt-Köthen; 9 июня 1697, Кётен — 6 августа 1755, там же) — князь Ангальт-Кётена из династии Асканиев.

## Биография
Август Людвиг — третий сын князя Ангальт-Кётена Эмануэля Лебрехта и его морганатической супруги Гизелы Агнессы фон Рат, имперской графини Нинбургской. В соответствии с примогенитурой, введённой в Ангальт-Кётене в 1702 году, Август Людвиг получил от своего старшего брата Леопольда в качестве компенсации эксклав, построенный в 1547 году Георгом III Ангальт-Дессауским дворец и угодья Вармсдорф со всеми их доходами.
В 1722 году Август Людвиг вступил в морганатический брак с Агнессой Вильгельминой фон Вутенау (1700—1725), возведённой в 1721 году в звание графини Вармсдорфской. В январе 1726 года Август Людвиг вступил во второй брак с графиней Эмилией фон Промниц, дочерью графа Эрдмана II фон Промница. В ноябре 1732 года Август Людвиг женился в третий раз на графине Анне фон Промниц, сестре своей второй супруги. В 1765 году в результате матримониальной политики владения Плес в Верхней Силезии отошли в 1765 году дому Ангальт-Кётен.
После смерти старшего брата Леопольда и его единственного сына Эмануэля Людвига в 1728 году Август Людвиг наследовал ему в Ангальт-Кётене и сразу столкнулся со сложными проблемами. Два неудачно разрешившихся судебных разбирательства — со вдовой Леопольда Шарлоттой Фридерикой Нассау-Зигенской, потребовавшей вдовье содержание, и дочерью Леопольда от первого брака Гизелой Агнессой, претендовавшей на наследство отца, ввергли княжество в долговую пучину. Княжество было вынуждено выплачивать Шарлотте Фридерике, несмотря на её новое замужество, до самой её смерти в 1785 году содержание, составившее 200 тысяч имперских талеров. Гизеле Агнессе было выплачено 335 тысяч имперских талеров. Долги княжества за несколько лет превысили втрое ежегодный доход Ангальт-Кётена.

## Потомки
В морганатическом браке с Агнессой Вильгельминой фон Вутенау родились:
- Гизела Генриетта (1722—1728)
- Агнесса Леопольдина (1724—1766)

Во втором браке с Эмилией фон Промниц родились:
- Кристиана Анна Агнесса (1726—1790), замужем за графом Генрихом Эрнстом Штольберг-Вернигеродским (1716—1778)
- Фридрих Август (1727—1729)
- Иоганна Вильгельмина (1728—1786), замужем за князем Иоганном Карлом Фридрихом Каролат-Бейтенским (1716—1791)
- Карл Георг Лебрехт (1730—1789), князь Ангальт-Кётена, женат на принцессе Луизе Шлезвиг-Гольштейн-Глюксбургской (1749—1812)
- Фридрих Эрдман (1731—1797), князь Ангальт-Кётен-Плеса, женат на графине Луизе Штольберг-Вернигеродской (1744—1784)

В третьем браке с Анной фон Промниц (1711—1750):
- Шарлотта София (1733—1770)
- Мария Магдалена (1735—1783)